# Kage Kara Mamoru!
Kage Kara Mamoru! (陰からマモル) là loạt light novel được viết bởi Taro Achi và minh họa bởi Madara Sai. Bộ tiểu thuyết này đã kết thúc vào tháng 3 năm 2008 với 12 tập được phát hành. Cốt truyện xoay quanh Kagemori Mamoru một anh chàng ninja có nhiệm vụ bảo vệ cho cô gái Konnyaku Yūna sống ở kế bên, vì gia tộc của Mamoru đã thề sẽ bảo vệ cho gia tộc của Yūna từ 400 năm trước và công việc bảo vệ vẫn tiếp tục qua nhiều đời và bây giờ tới lược Mamoru. Trong suốt việc bảo vệ Mamoru đã quen được với nhiều bạn mới hầu hết là nữ, ban đầu họ có ý định tấn công Yūna nhưng sau đó đã giúp anh trong việc bảo vệ và trở thành đối thủ của Yūna trong việc muốn thu hút sự chú ý của Mamoru.
Sau khi bộ đầu kết thúc thì một bộ tiểu thuyết nối tiếp mang tên Motto! Kage Kara Mamoru! (もっと!陰からマモル!) đã bắt đầu được phát hành từ ngày 25 tháng 7 năm 2009. Bộ tiểu thuyết này sau đó được chuyển thể thành manga do Taro Achi thực hiện và đăng trên tạp chí truyện tranh dành cho seinen là Comic Flapper sau đó chuyển sang tạp chí Monthly Comic Alive khi Comic Flapper tiến hành sáp nhập. Tác phẩm sau đó đã được Group TAC và Aniplex chuyển thể thành anime và đã phát sóng tại Nhật Bản từ ngày 07 tháng 1 đến ngày 25 tháng 3 năm 2006 với 12 tập.

## Tổng quan

### Nhân vật

#### Gia đình Kagemori
Kagemori Mamoru (陰守マモル, かげもり マモル)
Lồng tiếng bởi: Kisaichi Atsushi, Hanba Tomoe (lúc nhỏ)
 (tiếng Nhật), Hoàng Sơn (Tiếng Việt) (tiếng Anh)
Kagemori Kengo (陰守堅護, かげもり けんご)
Lồng tiếng bởi: Izumi Hisashi
Kagemori Sakurako (陰守桜子, かげもり さくらこ)
Lồng tiếng bởi: Itō Miki
Burumaru (ぶる丸, ぶるまる)
Lồng tiếng bởi: Yamaguchi Noboru

#### Nữ nhân vật chính
Konnyaku Yūna (紺若ゆうな, こんにゃく ゆうな)
Lồng tiếng bởi: Nakahara Mai (tiếng Nhật) (tiếng Nhật), Dương Hoàng Yến (Tiếng Việt) (tiếng Anh)
Sawagashi Airi (沢菓愛里, さわがし あいり)
Lồng tiếng bởi: Shintani Ryōko (tiếng Nhật) Thanh Lam (Tiếng Việt)
Mapputatsu Tsubaki (真双津椿, まっぷたつ つばき)
Lồng tiếng bởi: Kojima Sachiko
Hattori Yamame (服部山芽, はっとり やまめ)
Lồng tiếng bởi: Shimizu Ai
Kumogakure Hotaru (雲隠ホタル, くもがくれ ホタル)
Lồng tiếng bởi: Furukawa Erina
Kagemori Marimo (陰守まりも, かげもり まりも)

#### Iga-ryū
Shioyagi Ayuka (塩谷木 鮎花, しおやぎ あゆか)
Tsukudane Inago (佃根イナゴ, つくだね イナゴ)
Hattori Hanzō (服部半蔵, はっとり はんぞう)
Hinomori Tasuke (陽守タスケ, ひのもり タスケ)
Lồng tiếng bởi: Miyata Kōki

#### Kōga-ryū
Tarao Mokubee (多良尾木兵衛, たらお もくべえ)
Sarutobi Otokichi (猿飛音吉, さるとび おときち)
Kumogakure Tamamushi (雲隠タマムシ, くもがくれ タマムシ)

## Truyền thông

### Light novel
Loạt Light Novel Kage Kara Mamoru! đã được viết bởi Taro Achi và minh họa bởi Madara Sai. Tác phẩm in thẳng thành các tập chứ không đăng trên tạp chí và đã được phát hành thành 12 tập bởi Media Factory với nhãn hiệu MF Bunko J của họ từ tháng 7 năm 2003 đến tháng 3 năm 2008. Phiên bản tiếng Anh của bộ tiểu thuyết này đã được đăng ký bản quyền phát hành bởi Seven Seas Entertainment, phiên bản tiếng Trung đã được Sharp Point Press đăng ký bản quyền phát hành tại Đài Loan.
Vào tháng 7 năm 2009 một bộ tiểu thuyết khác có tên Motto! Kage Kara Mamoru! đã được phát hành và có cốt truyện nối tiếp với bộ tiểu thuyết đầu. Tính đến ngày 21 tháng 10 năm 2010 thì đã có 2 tập được phát hành.

### Manga
Chuyển thể manga của Kage Kara Mamoru! đã được thực hiện bởi Taro Achi và đăng thường kỳ trên tạp chí truyện tranh dành cho seinen Comic Flapper từ tháng 11 năm 2005 đến tháng 4 năm 2006 sau đó chuyển sang tạp chí Monthly Comic Alive. DrMaster đã đăng ký bản quyền phiên bản tiếng Anh của loạt manga với tên Mamoru The Shadow Protector. Tại Indonesia nó đã được Elex Media Komputindo đăng ký bản quyền phát hành.

### Anime
Group TAC và Aniplex đã tiến hành thực hiện chuyển thể anime của Kage Kara Mamoru! và bộ anime này đã phát sóng tại Nhật Bản từ ngày 07 tháng 1 đến ngày 25 tháng 3 năm 2006 với 12 tập.

### Drama CD
Một đĩa drama CD có tên KAGEKARA MAMORU! banana special♪ (陰からマモル！ バナナスペシャル♪) đã được thực hiện và phát hành dưới dạng quà tặng không bán trong năm 2006.

### Âm nhạc
Bộ anime có hai bài hát chủ đề, một mở đầu và một kết thúc. Bài hát mở đầu có tên Million・Love (ミリオン・ラブ) do Nakahara Mai trình bày, bài hát kết thúc có tên rainy beat' do Shintani Ryouko, Kojima Sachiko, Shimizu Ai và Furukawa Erina trình bày, đĩa đơn chứa hai bài hát đã phát hành vào ngày 01 tháng 3 năm 2006. Album chứa các bản nhạc dùng trong bộ anime đã phát hành vào ngày 24 tháng 3 năm 2006.
| Million・Love / rainy beat (ミリオン・ラブ / rainy beat) | Million・Love / rainy beat (ミリオン・ラブ / rainy beat)                         | Million・Love / rainy beat (ミリオン・ラブ / rainy beat) |
| STT                                                      | Nhan đề                                                                          | Thời lượng                                               |
| -------------------------------------------------------- | -------------------------------------------------------------------------------- | -------------------------------------------------------- |
| 1.                                                       | "Million・Love (ミリオン・ラブ)"                                                 | 4:15                                                     |
| 2.                                                       | "rainy beat"                                                                     | 4:04                                                     |
| 3.                                                       | "Million・Love (Original Karaoke ver.) (ミリオン・ラブ (Original Karaoke ver.))" | 4:15                                                     |
| 4.                                                       | "rainy beat (Original Karaoke ver.)"                                             | 4:05                                                     |
| Tổng thời lượng:                                         | Tổng thời lượng:                                                                 | 16:39                                                    |

| Kage Kara Mamoru! Original Soundtrack (陰からマモル! オリジナル・サウンドトラック) | Kage Kara Mamoru! Original Soundtrack (陰からマモル! オリジナル・サウンドトラック)  | Kage Kara Mamoru! Original Soundtrack (陰からマモル! オリジナル・サウンドトラック) |
| STT                                                                                | Nhan đề                                                                             | Thời lượng                                                                         |
| ---------------------------------------------------------------------------------- | ----------------------------------------------------------------------------------- | ---------------------------------------------------------------------------------- |
| 1.                                                                                 | "Million・Love (TV size) (ミリオン・ラブ＜TV size＞)"                               | 1:33                                                                               |
| 2.                                                                                 | "Mamori Tsuduke te Shi Hyakunen! (まもり続けて四百年!)"                             | 1:36                                                                               |
| 3.                                                                                 | "Kore ga Watashi no Nichijou desu (これが私の日常です)"                             | 1:34                                                                               |
| 4.                                                                                 | "Sentimental Arutairu ~Ai Sato Sanjou!~ (センチメンタル・アルタイル ～愛里参上!～)" | 1:32                                                                               |
| 5.                                                                                 | "Otome Kokoro to Samurai Tamashi (乙女心と侍魂)"                                    | 1:39                                                                               |
| 6.                                                                                 | "Jitsuha, yo wo Shinobu Kari no Sugata (実は、世を忍ぶ仮の姿)"                      | 1:43                                                                               |
| 7.                                                                                 | "Asamayama Gakuen Koukou wa Kyou mo Heiwa desu (浅間山学園高校は今日も平和です)"    | 1:26                                                                               |
| 8.                                                                                 | "Iga・Shinobi no Sato (伊賀・忍びの里)"                                             | 1:38                                                                               |
| 9.                                                                                 | "I・Ma・Do・Ki・Ninja Musume. (イ・マ・ド・キ・忍者娘。)"                           | 1:36                                                                               |
| 10.                                                                                | "Kouga no Sato no Bishoujo Ku no Ichi (甲賀の里の美少女くノ一)"                     | 1:40                                                                               |
| 11.                                                                                | "Kage Kara Mamoru! ~Main Theme Pf Ver.~ (陰からマモル! ～メイン・テーマ Pf Ver.～)" | 2:12                                                                               |
| 12.                                                                                | "Shinobi Yoru Aku no Kage (忍び寄る悪の影)"                                         | 0:47                                                                               |
| 13.                                                                                | "Gekitou (激闘)"                                                                    | 1:53                                                                               |
| 14.                                                                                | "Shinobi no Pride (忍のプライド)"                                                   | 1:45                                                                               |
| 15.                                                                                | "Konoyo ni Kire nu Mono wa Nashi!? (この世に斬れぬものは無し!?)"                    | 1:06                                                                               |
| 16.                                                                                | "Happy Days"                                                                        | 1:36                                                                               |
| 17.                                                                                | "Aku・Soku・Kiri!! (悪・即・斬!!)"                                                  | 1:28                                                                               |
| 18.                                                                                | "Aa! Gokuaku Kumi -Ninjou Sabaku- (嗚呼!極悪組 -人情砂漠ー)"                        | 1:06                                                                               |
| 19.                                                                                | "Ninjya Family"                                                                     | 1:22                                                                               |
| 20.                                                                                | "You Najimitte ne... (幼なじみってね...)"                                           | 1:37                                                                               |
| 21.                                                                                | "Sunao Naki Mochi (素直なきもち)"                                                   | 1:41                                                                               |
| 22.                                                                                | "Honto...Tsukareru (-.-;) (ホント...疲れる(-.-;))"                                  | 1:32                                                                               |
| 23.                                                                                | "Inishie no Okite (いにしえの掟)"                                                   | 1:37                                                                               |
| 24.                                                                                | "Bye Bye... (バイバイ...)"                                                          | 1:36                                                                               |
| 25.                                                                                | "Inbou (陰謀)"                                                                      | 2:01                                                                               |
| 26.                                                                                | "Kikiippatsu (危機一髪)"                                                            | 2:03                                                                               |
| 27.                                                                                | "Nante Tatte Idol (なんてたってアイドル)"                                           | 1:06                                                                               |
| 28.                                                                                | "Chou! Natural・Girl (超!ナチュラル・ガール)"                                       | 1:04                                                                               |
| 29.                                                                                | "Naisho no Takaramono (ナイショの宝物)"                                             | 1:54                                                                               |
| 30.                                                                                | "Kage Kara Mamoru! ~Main・Theme~ (陰からマモル! ～メイン・テーマ～)"                | 2:09                                                                               |
| 31.                                                                                | "rainy beat＜TV size＞"                                                             | 1:36                                                                               |
| 32.                                                                                | "Subtitle (サブタイトル)"                                                           | 0:09                                                                               |
| 33.                                                                                | "Eyecatch (CM Mae) (アイキャッチ〈CM前〉)"                                          | 0:09                                                                               |
| 34.                                                                                | "Eyecatch (CM Nochi) (アイキャッチ〈CM後〉)"                                        | 0:08                                                                               |
| 35.                                                                                | "Jikai Yokoku (次回予告)"                                                           | 0:35                                                                               |
| 36.                                                                                | "Million・Love ~Slow Ver.~ (ミリオン・ラブ ～Slow Ver.～)"                          | 1:47                                                                               |
| 37.                                                                                | "Million・Love ~Orgel Ver.~ (ミリオン・ラブ ～Orgel Ver.～)"                        | 1:07                                                                               |
| 38.                                                                                | "rainy beat ～Slow Ver.～"                                                          | 1:43                                                                               |
| 39.                                                                                | "rainy beat ～Orgel Ver.～"                                                         | 1:03                                                                               |
| Tổng thời lượng:                                                                   | Tổng thời lượng:                                                                    | 55:49                                                                              |